# Maria Grün (Hamburg-Blankenese)

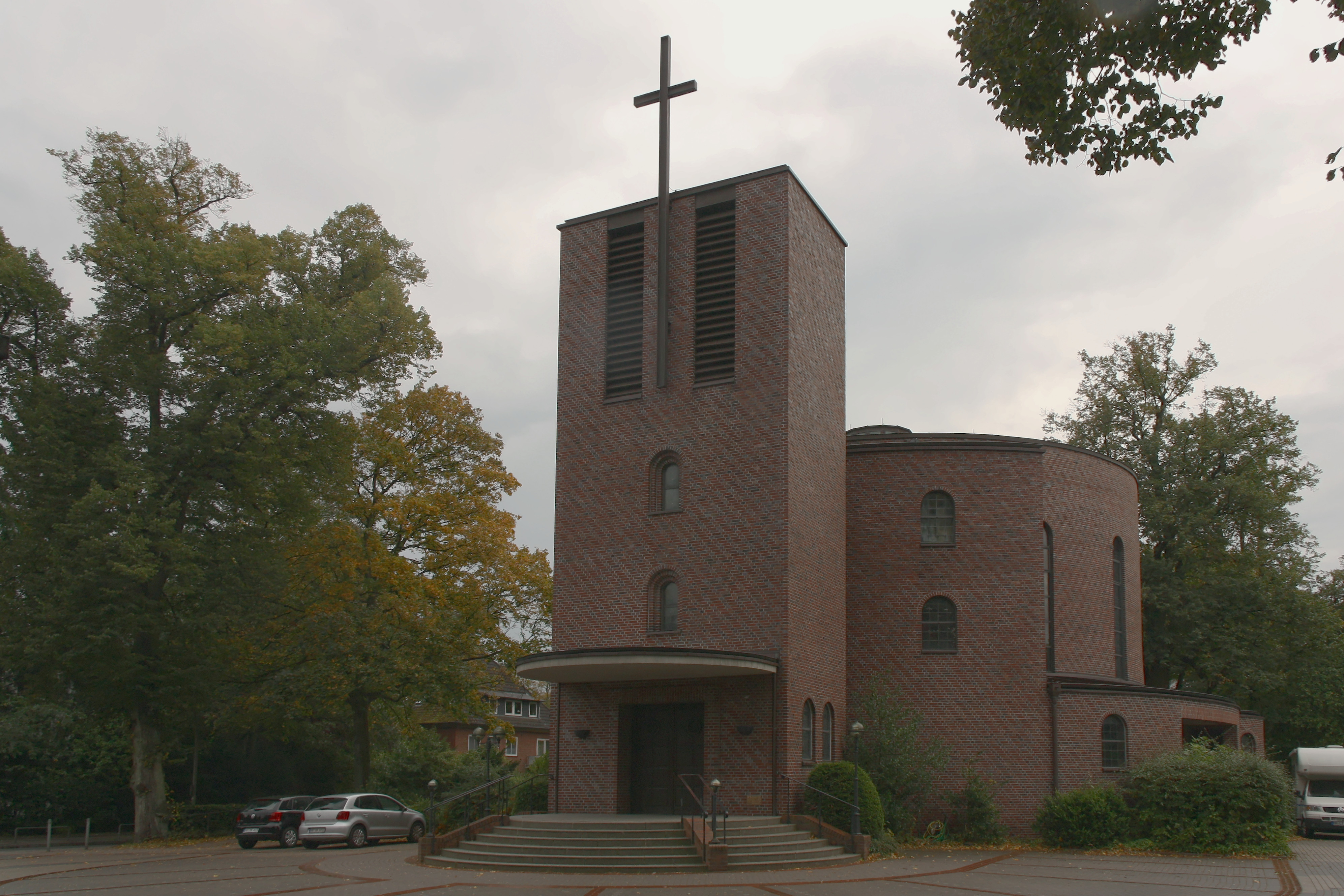
Ansicht vom Kirchhof

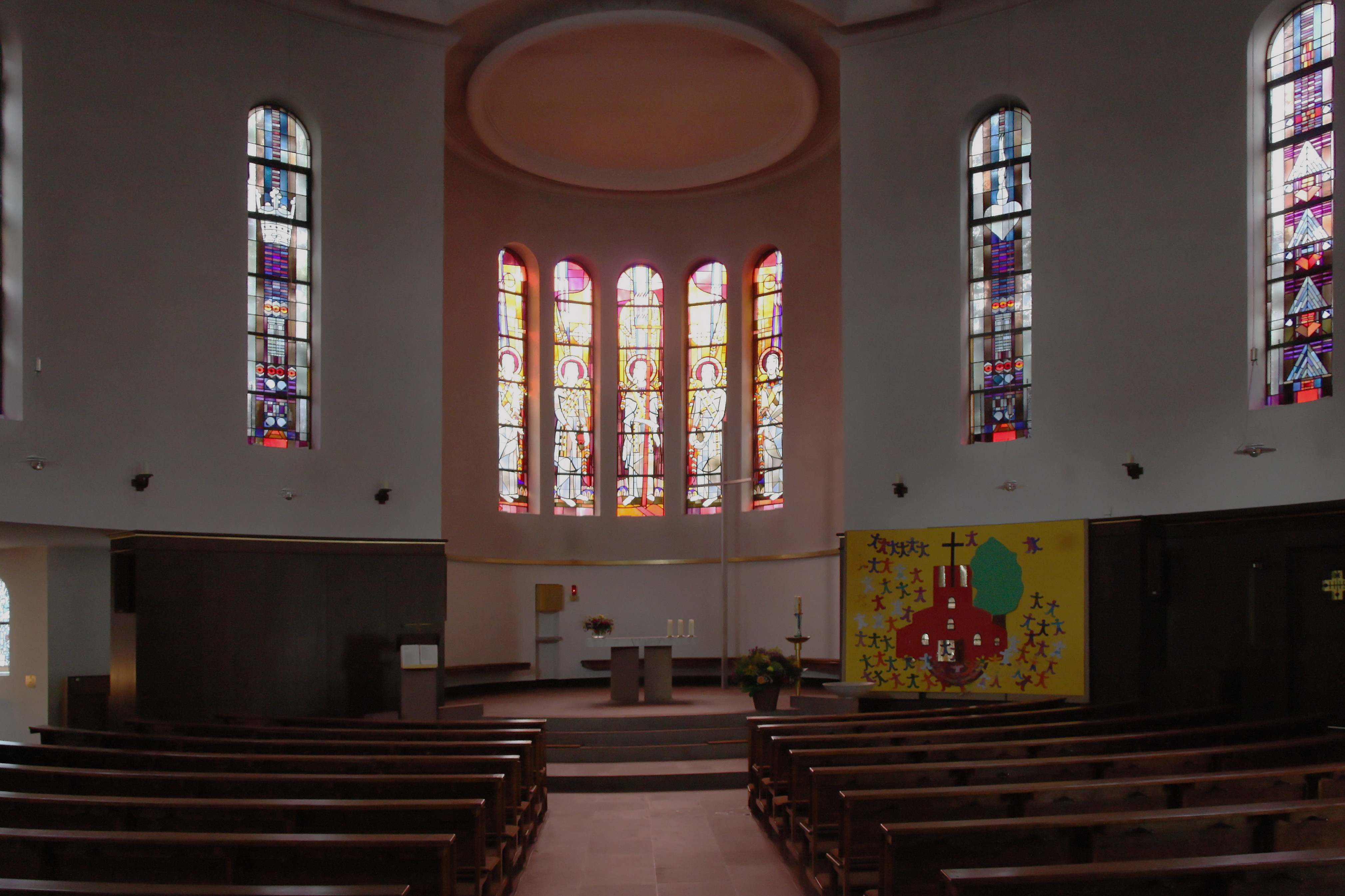
Blick zum Altar

Die Kirche Maria Grün, eigentlich Sankt Mariä Himmelfahrt, in Hamburg-Blankenese ist eine katholische Pfarrkirche aus der Zeit der Weimarer Republik. Sie liegt am südöstlichen Rand des Stadtteils an der Kreuzung von Schenefelder Landstraße und Elbchaussee, unweit der Stadtteilgrenze zu Nienstedten auf ehemals zum Dorf Dockenhuden gehörenden Gebiet. Der Hirschpark und die ehemals ebenfalls eigenständige Siedlung Mühlenberg trennen die Kirche von der Elbe.

## Bau und Architektur
Die Kirche wurde 1929 bis 1930 von Clemens Holzmeister errichtet und am 7. September 1930 geweiht. Der ursprüngliche Name Maria im Grünen leitet sich von der Umgebung (sieben Linden, Parklandschaft) ab und wurde bereits in den 1930er-Jahren zu Maria Grün verkürzt.
Die Kirche ist ein herausragendes Beispiel für den Kirchenbau der Weimarer Republik. Der Bau mit seinen runden Raumkörpern, den beiden Zylindern und dem quaderförmigen Eingangs- und Glockenturm steht in Verbindung mit den Idealen des Neuen Bauens. Die Kreisform ist das überwiegende architektonische Formprinzip. Sie findet sich in den Rundbogenfenstern und der halbrunden Apsis wieder, wo sie für eine konservative Note im Bauwerk sorgt.
Die Kirche Maria Grün ist eine stützenfreie Eisenbetonkonstruktion mit einer Fassade aus Unterelbe-Hintermauerungssteinen mit Oldenburger Klinkern, die das Äußere bestimmen. Holzmeister verwendete das seit Fritz Högers Chilehaus 1922/1924 für den Expressionismus typische Material: industriell hergestellte gesinterte Backsteine. Eine halbrunde Freitreppe trägt die Kreisform in den Kirchenvorplatz. Die Nordfassade wird durch die eckigen Formen des Turmes beherrscht, auf der Südseite dominiert ein umlaufendes Sockelgeschoss mit Nischen für Sakristei und Kapellen.
Nach einer Sanierung in den 1980er-Jahren wurde 2007 eine Grundsanierung vorgenommen, bei der insbesondere die Seitenkapellen lichter und zugänglicher gestaltet wurden. Über die Jahre wurde auch der vordere Zugangsbereich mehrfach umgestaltet und unter anderem um eine behindertengerechte Rampe ergänzt.

## Ausstattung
Signifikant und prägend für den Innenraum sind die Kirchenfenster des Düsseldorfer Malers Heinrich Campendonk. Die fünf durch überlebensgroße Engelsfiguren dominierten Chorfenster erfüllen die Kirche bei Sonneneinstrahlung dank der Südrichtung mit den bestimmenden Farben Gelb, Orange und Rot. Die weiteren Symbolfenster im Kirchenschiff zeigen die Motive Liebe (Herz), Hoffnung (Anker) sowie Glaube (Kreuz). Ein Duplikat eines der Kapellenfenster befindet sich im Vatikanischen Museum. Altar, Ambo, Tabernakel, Kreuz und Taufbecken wurden nach der Grundsanierung von 2007 nach einem Entwurf des Hamburger Designers Andreas Kasparek realisiert.
Die Kirchenbänke folgen der Form der kreisrunden Wände des Innenraums, wodurch zum ersten Mal in einer katholischen Kirche Hamburgs der liturgische Bereich und die Gemeinde räumlich zusammengefasst wurden.
Im März 2025 wurde mitgeteilt, dass marode Regenwassersiele zu Unterspülungen der Kirche und sich stetig vermehrenden und vergrößernden Rissen im Mauerwerk geführt haben. Die Siele müssen deshalb erneuert werden, und der durch Ausspülungen teilweise nicht mehr genügend tragfähige Baugrund erfordert eine Nachgründung, um Setzungen dauerhaft zu verhindern. Wo nötig, soll das Fundament der Kirche bis auf tragfähigen Grund geführt werden. Zum ersten Bauabschnitt schießt das Erzbistum knapp zwei Drittel der Kosten von 400.000 Euro zu. 160.000 Euro muss die Pfarrei selbst tragen. Alles in allem rechnet man allein bei der denkmalgeschützten Kirche in den kommenden Jahren mit einem Instandsetzungsaufwand von 1,6 Millionen Euro.

## Fotografien und Karte
Koordinaten: 53° 33′ 41,6″ N, 9° 49′ 25″ O

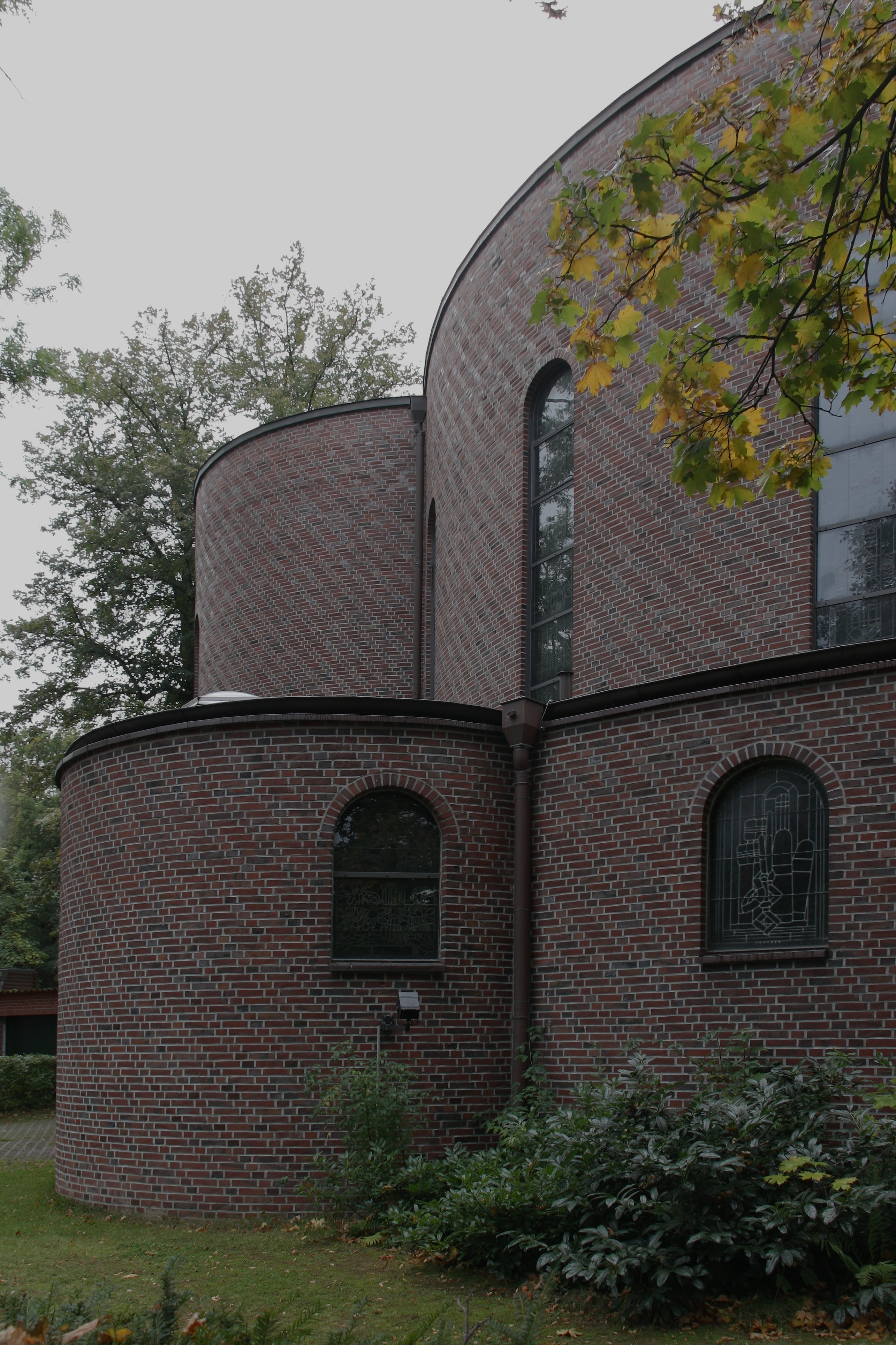
Ostseite
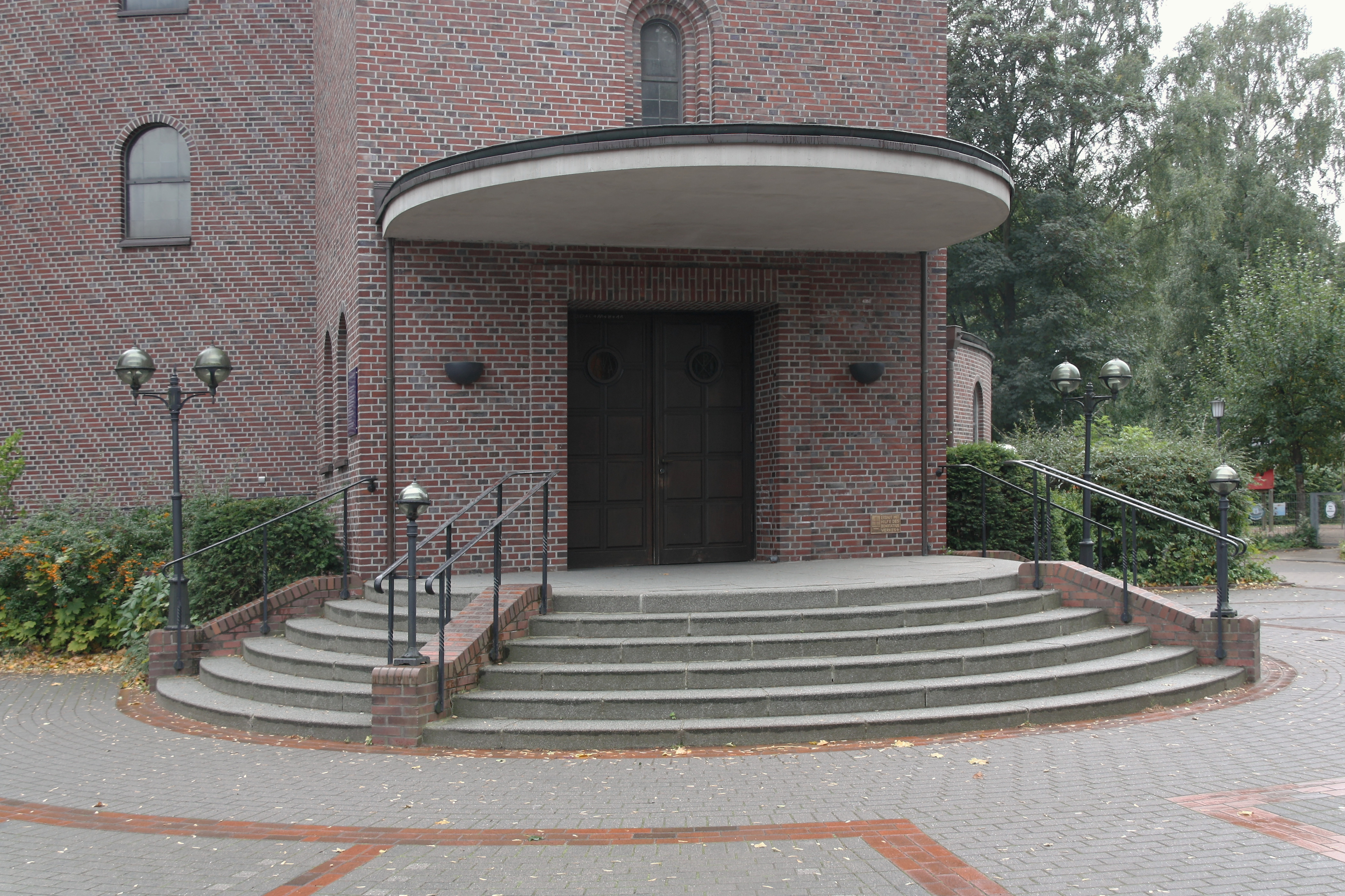
Eingangsbereich
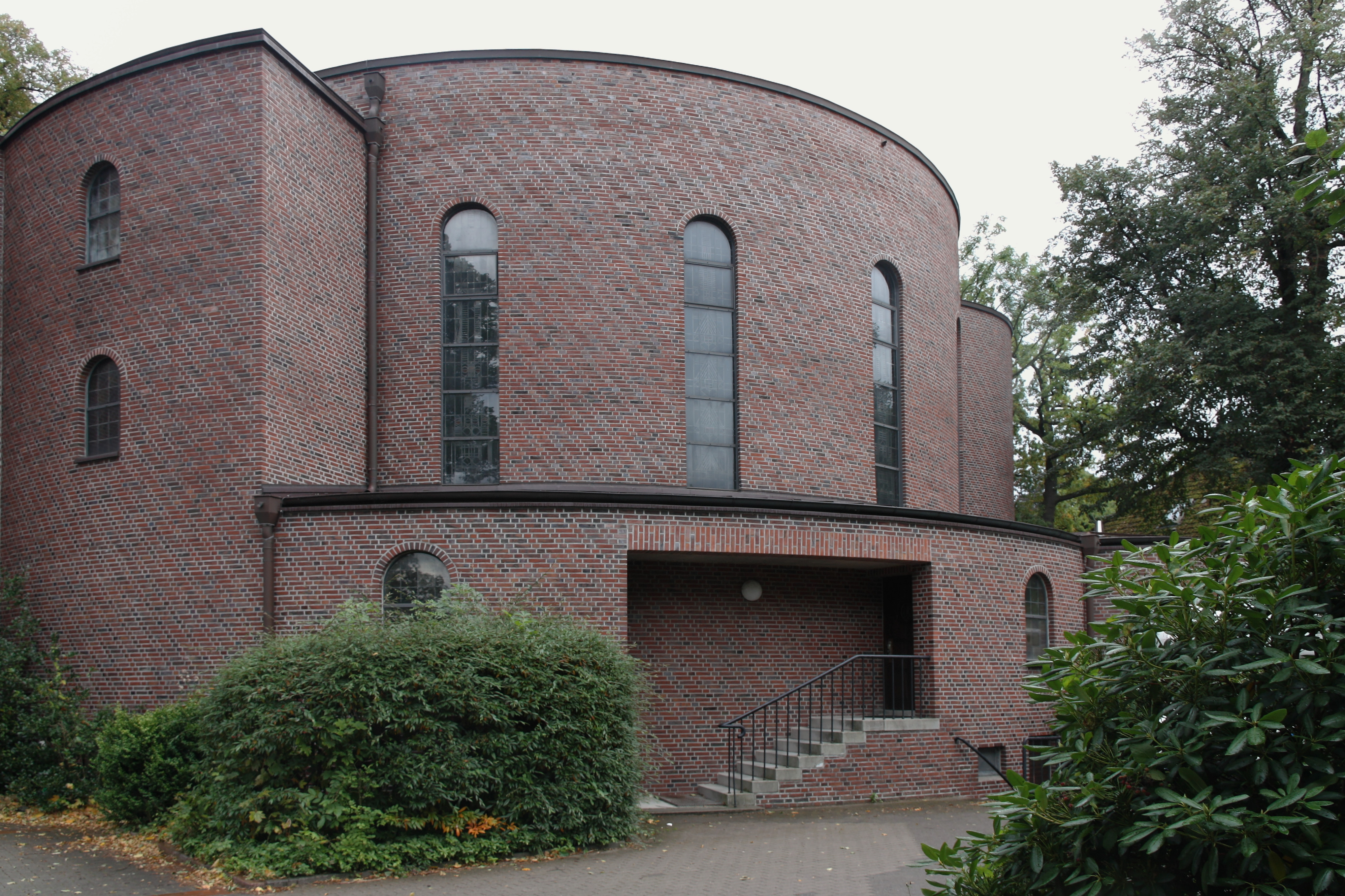
Ansicht von Westen
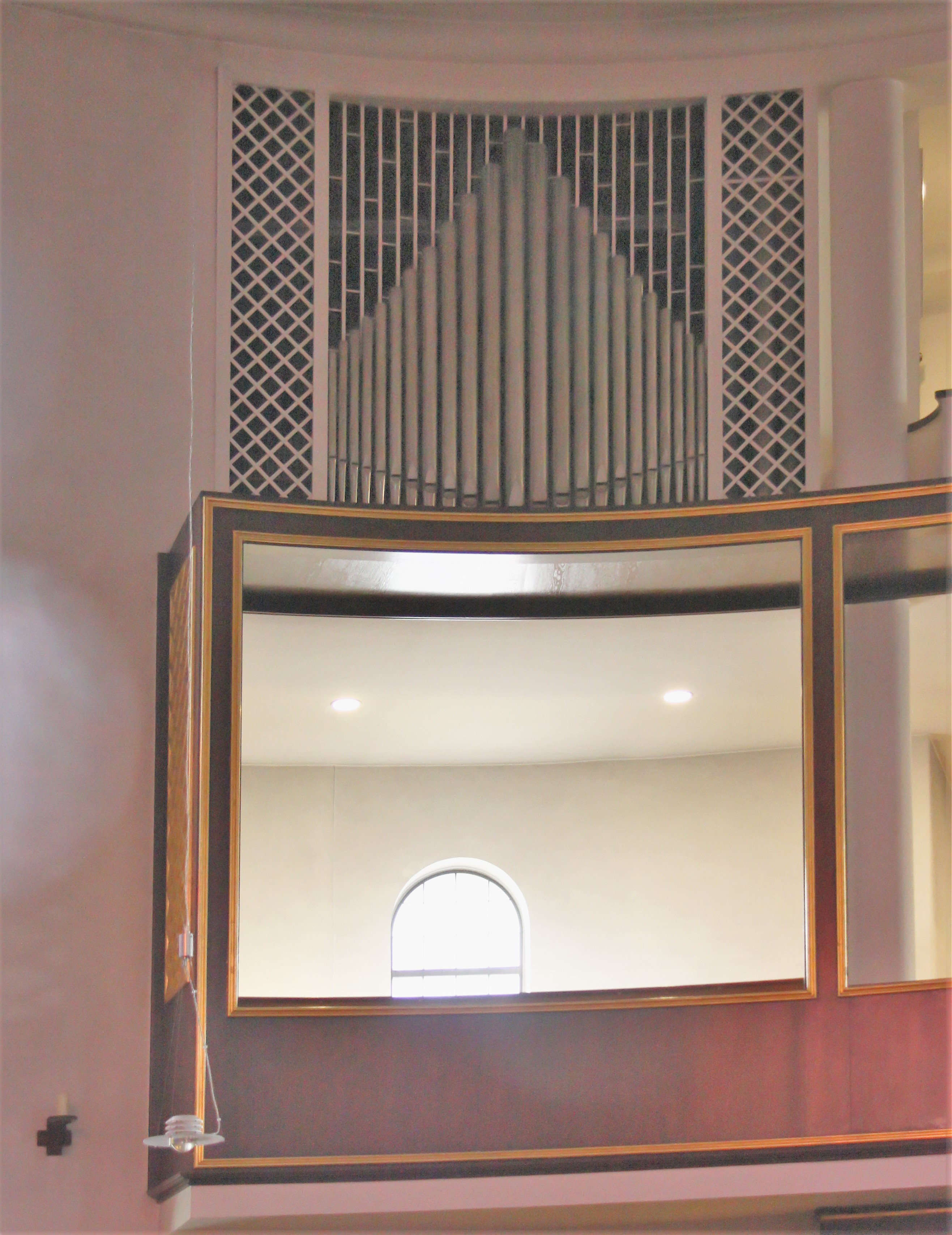
Orgel und Nordempore
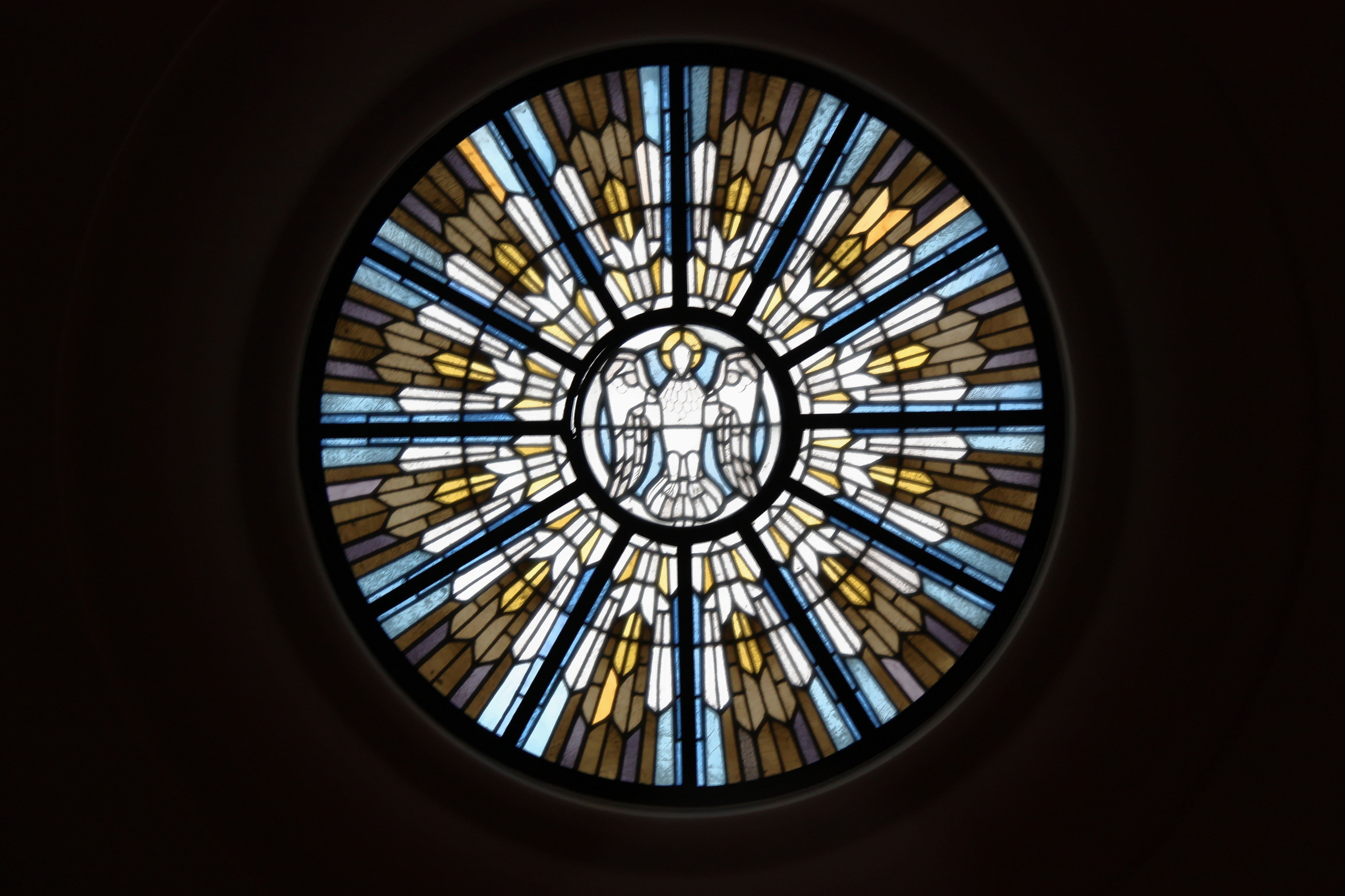
Deckenfenster im Hauptraum
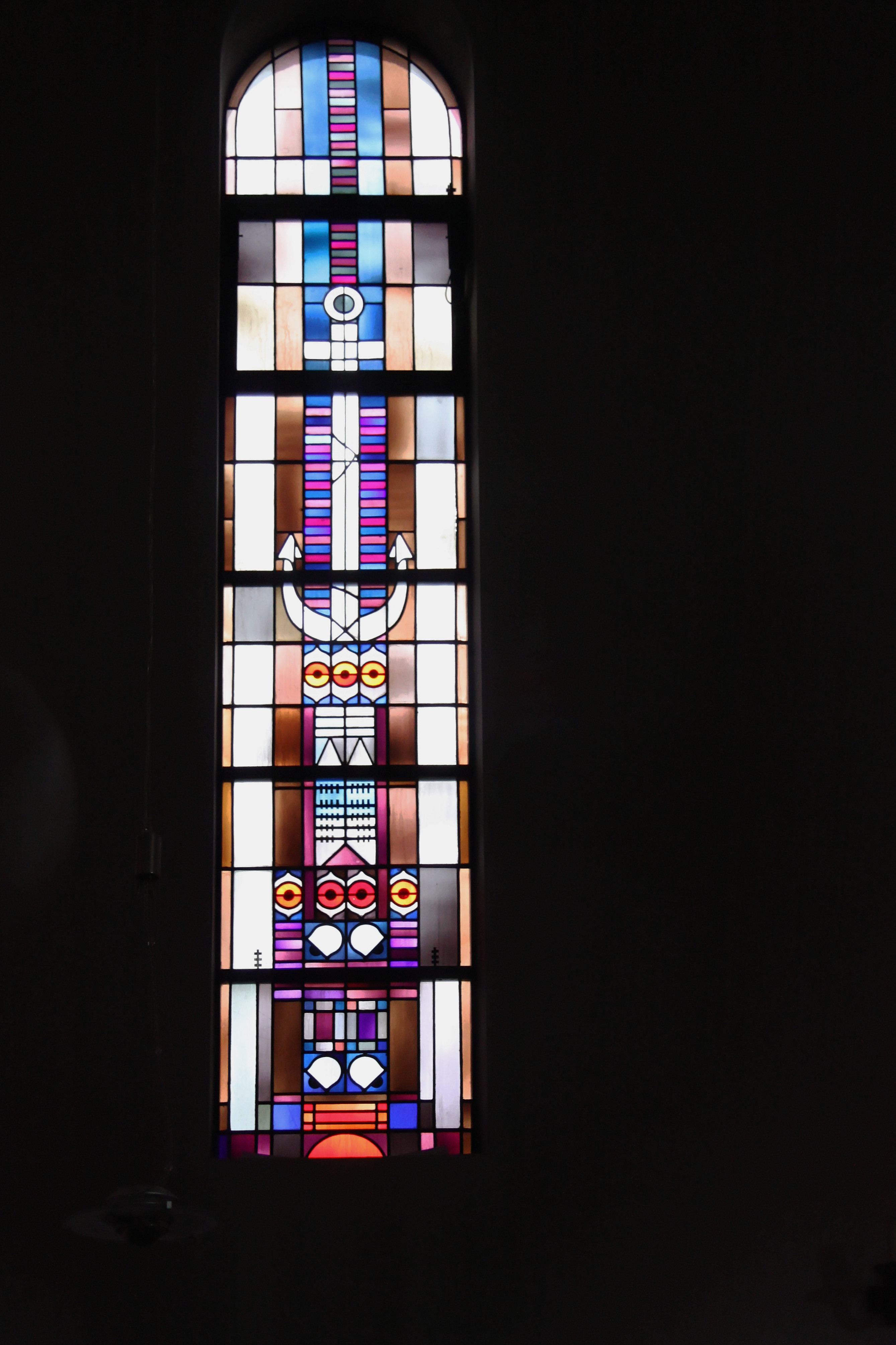
Eines der Südfenster

## Orgel
Seit 1963 besitzt die Kirche eine Beckerath-Orgel. Ihre Disposition lautet:
| I Hauptwerk C– |              |       |
| 1.             | Prinzipal    | 8′    |
| 2.             | Gemshorn     | 8′    |
| 3.             | Oktave       | 4′    |
| 4.             | Spielflöte   | 4′    |
| 5.             | Nasat        | 2 ⁄3′ |
| 6.             | Blockflöte   | 2′    |
| 7.             | Mixtur IV–VI |       |
| 8.             | Trompete     | 8′    |

| II Brustwerk C– |                |    |
| 9.              | Holzgedackt    | 8′ |
| 10.             | Rohrflöte      | 4′ |
| 11.             | Prinzipal      | 2′ |
| 12.             | Terzian II     |    |
| 13.             | Scharff III–IV |    |
| 14.             | Krummhorn      | 8′ |
|                 | Tremulant      |    |

| Pedal C– |                 |     |
| 15.      | Subbaß          | 16′ |
| 16.      | Gedackt         | 8′  |
| 17.      | Metallflöte     | 4′  |
| 18.      | Rauschpfeife II |     |
| 19.      | Fagott          | 16′ |

- Koppeln: II/I, I/P, II/P

## Glocken
Zu den Glocken der Kirche gehören zwei der renommierten Glockengießerei Otto aus Hemelingen/Bremen, die im Jahr 1936 gegossen worden waren und die Glockenzerstörung der Nazis im Zweiten Weltkrieg überstanden.

## Gemeinde
Zum Gebäudebestand der Gemeinde gehörte anfangs ein Reetdachhaus, das in den 1980er-Jahren durch ein neues Gemeindehaus ersetzt wurde. Des Weiteren verfügt die Pfarrei über eine dreizügige katholische Grundschule. Ein Kindergarten ist im „Paulushaus“ unmittelbar neben der Kirche angesiedelt. Seit den frühen 1990er-Jahren unterhält die Pfarrei St. Maria in Rissen, Raalandsweg 19 das „Wohnstift Maria Grün-Rissen“ mit 71 Einzelzimmerappartements. Die Bewohner verpflegen sich selbst. Die dort am Herwigredder 8 bestehende Kapelle der Gemeinde, in der regelmäßig Gottesdienste stattgefunden hatten, wurde 2005 abgerissen.
Die Kirchengemeinde St. Paulus-Augustinus in Hamburg-Groß Flottbek, Ebertallee 11 ist seit 2006 mit der Gemeinde Maria Grün fusioniert und wird von der hiesigen Pfarrstelle mitversorgt. Die Kirchengemeinde St. Bruder Konrad in Hamburg-Osdorf, Am Barls 238 gehört seit Anfang 2015 zu Maria Grün. Seitdem befindet man sich in der Entwicklung eines Pastoralen Raumes, in den auch noch St. Marien in Hamburg-Ottensen, Bei der Reitbahn 4 und St. Petrus Hamburg-Finkenwerder, Norderkirchenweg 71 einbezogen werden sollen.